# Bielorrusia en los Juegos Olímpicos de Londres 2012
Bielorrusia estuvo representada en los Juegos Olímpicos de Londres 2012 por un total de 160 deportistas que compitieron en 20 deportes. Responsable del equipo olímpico fue el Comité Olímpico Nacional de Bielorrusia, así como las federaciones deportivas nacionales de cada deporte con participación.
El portador de la bandera en la ceremonia de apertura fue el tenista Maxim Mirny.

## Medallistas
El equipo olímpico de Bielorrusia obtuvo las siguientes medallas:
| Nombre | Deporte          | Competición                     |
| --- | ---------------- | ------------------------------- |
| Oro |                  |                                 |
| Nadzeya Ostapchuk                                                                                            | Atletismo        | Peso F                          |
| Viktoria Azarenka Maxim Mirny                                                                                | Tenis            | Dobles mixto                    |
| Siarhei Martynau                                                                                             | Tiro             | Rifle en pos. tendida 50 m M    |
| Plata |                  |                                 |
| Maryna Hancharova Nastassia Ivankova Natalia Leshchyk Aliaxandra Narkevich Xeniya Sankovich Alina Tumilovich | Gimnasia rítmica | Concurso completo por equipos F |
| Aliaxandra Herasimenia                                                                                       | Natación         | 50 m libre F                    |
| Aliaxandra Herasimenia                                                                                       | Natación         | 100 m libre F                   |
| Andrei Bahdanovich Aliaxandr Bahdanovich                                                                     | Piragüismo       | C2 1000 m M                     |
| Raman Piatrushenka Vadzim Majneu                                                                             | Piragüismo       | K2 200 m M                      |
| Bronce |                  |                                 |
| Liubou Charkashyna                                                                                           | Gimnasia rítmica | Concurso completo ind. F        |
| Maryna Shkermankova                                                                                          | Halterofilia     | 69 kg F                         |
| Iryna Kulesha                                                                                                | Halterofilia     | 75 kg F                         |
| Iryna Pamialova Nadzeya Papok Volha Judzenka Maryna Pautaran                                                 | Piragüismo       | K4 500 m F                      |
| Viktoria Azarenka                                                                                            | Tenis            | Individual F                    |